# Camporgiano
Camporgiano – miejscowość i gmina we Włoszech, w regionie Toskania, w prowincji Lukka.
Według danych na rok 2004 gminę zamieszkiwały 2393 osoby, 88,6 os./km².